# Предраг Мијић
Предраг Мијић (Жабаљ, 5. новембар 1984) српски је фудбалер.

## Каријера
На почетку каријере је играо за Цемент из Беочина. Након тога је био фудбалер ЧСК Пиваре из Челарева, затим је кратко био у словачком Ружомбероку, па се вратио у Србију и постао играч ОФК Београда. Касније прелази у Спартак из Суботице. Са овим клубом је изборио пласман у Суперлигу Србије, у којој је заиграо од сезоне 2009/10.
Крајем 2009. године је потписао четворогодишњи уговор са Партизаном. Током пролећног дела сезоне 2009/10. је наступио на само четири утакмице у Суперлиги Србије. Од те четири утакмице, три су биле код тренера Горана Стевановића, и на све три је улазио са клупе. Једини меч на којем је провео целих 90. минута је био у последњем колу сезоне 2009/10. против Младог радника, када је на клупи седео Александар Станојевић. На том мечу је Партизан прославио титулу, савладавши госте из Пожаревца са 6:0, а Мијић је асистирао Ламину Дијари за пети гол на утакмици.
Током јесењег дела сезоне 2010/11. није добио прилику да заигра ни на једној утакмици у Партизану. У зимском прелазном року је напустио црно-беле, да би након одрађене пробе у фебруару 2011. потписао уговор са Амкаром из Перма. Одиграо је 10 утакмица за Амкар током сезоне 2011/12. у Премијер лиги Русије.
Касније се вратио у Србију и играо за неколико клубова у нижим ранговима. Наступао је за Младост из Бачког Јарка, а потом и за ЖСК Жабаљ. Са екипом Борца из Шајкаша је у сезони 2016/17. играо у Новосадској лиги. С обзиром да је Борац освојио прво место у овом рангу такмичења, Мијић је са клубом у наредном периоду играо у Војвођанској лиги Југ. Почетком 2019. прелази у новосадску Младост, члана Новосадске лиге.

## Трофеји

### Партизан
- Суперлига Србије (1): 2009/10.